# Cardiophorus cardisce
Cardiophorus cardisce là một loài bọ cánh cứng trong họ Elateridae. Loài này được Say miêu tả khoa học năm 1834.